# Laddermolen
De laddermolen kan theoretisch aanzienlijk meer vermogen leveren dan de klassieke windmolen. Het is een uitvinding van prof. dr. Wubbo Ockels waarop hij in 2000 in de Verenigde Staten octrooi verkreeg.

## Beschrijving
Bij een windmolen wordt de kinetische energie van de wind overgedragen op een roterend aandrijfmechanisme zoals een dynamo die elektriciteit opwekt. Een belangrijk nadeel van de bekende windmolen met bladen is dat het vermogen beperkt is doordat de lengte van bladen beperkt is. De efficiëntie van een molen met bladen wordt beperkt door de maximale tipsnelheid omdat turbulentieproblemen kunnen optreden. Een molen met schoepen, zoals een watermolen, biedt het voordeel dat de schoepen alle dezelfde snelheid hebben. Een laddermolen is een voorbeeld van zo'n schoepenmolen waarbij de schoepen verbonden zijn met een kabel in plaats van aan een starre as. Een belangrijk verschil met de windmolen is het aandrijflichaam. In plaats van een rad met bladen, bestaat het aandrijflichaam van de laddermolen uit ten minste één kabel met daaraan op gelijke afstanden schoepen, hier vliegers genoemd, verbonden. Dit model lijkt op een ladder, vandaar de naam.
De kabel met de vliegers wordt in een lusvorm bevestigd aan de as. Zo ontstaat een lus met twee zijden: een loefzijde en een lijzijde. Aan de loefzijde ontstaat door de wind een opwaartse kracht op vliegers en kabel, die strak gaat staan. Aan de lijzijde valt deze kracht weg (een effect dat mogelijk versterkt wordt door draaiing van de vliegers aan die zijde), zodat de kracht op het geheel niet in evenwicht is. Het resultaat is dat de lus gaat draaien, waarbij de aandrijfas wordt  meegenomen.
Het (theoretische) voordeel van de laddermolen boven de windmolen is dat de eerste niet of nauwelijks beperkt is in hoogte. Dit heeft tot gevolg dat de laddermolen gebruik kan maken van de veel krachtiger wind in de hogere luchtlagen van de atmosfeer, die op 10 km hoogte twintig keer zo veel energie bevat als de wind op zeeniveau. Dit betekent dat de laddermolen een aanzienlijk groter vermogen kan hebben dan een windmolen. Een laddermolen van 10 km hoogte wordt in staat geacht een vermogen van 100 MW te kunnen genereren. Bovendien waait het in de hogere luchtlagen vaker en constanter, zodat een laddermolen in vergelijking met een windmolen minder stilstand heeft.

## Uitdagingen
Een van de belangrijkste onderdelen van de constructie is de trekkabel, die uiterst sterk en licht van gewicht moet zijn (anders zou hij al door zijn eigen gewicht breken). Ook de vliegers, die een zo groot mogelijk oppervlak moeten hebben, stellen eisen aan de lichtgewicht constructie. De kabel moet vrij dik zijn bij genoemde hoge vermogens van 100 MW.
Stel de constructie beweegt lineair met een snelheid van circa 1 meter per seconde (dat wil zeggen loopsnelheid van 3,6 km/h), dan is de kracht op de kabel uitgeoefend gelijk aan P/2 newton, waarin P het geleverde vermogen is. Voor een geleverd vermogen van 1 MW, is de kracht circa 500 kN. De treksterkte van een gevlochten nylondraad is circa 200 MPa, zodat de kabel een diameter dient te hebben van ten minste 20 cm om niet te breken (veiligheidsfactor 2). Bij een geleverd vermogen van 100 MW moet de kabel tien maal zo dik zijn, dat wil zeggen circa 2 meter. Deze 2 meter dikke kabel moet goed buigzaam en licht van gewicht zijn. Om voldoende kracht op te wekken is een groot schoepoppervlak nodig, en de schoepen moeten voldoende ver uit elkaar staan om de luchtstroom niet te verstoren. Stel een afstand van 100 meter, dan zijn er ongeveer 50 schoepen nodig met elk een oppervlak van 300 m². De massa van de 50 schoepen is circa 10 000 kg. De massa van de vier kabels met een lengte van 5 km elk is circa 20 000 kg, hetgeen de totale vliegende massa van de molen op 30 000 kg brengt.
De constructie, die weinig rigide is, moet bestand zijn tegen snel wisselende windkrachten en windrichtingen. Door verschil van windkracht, windrichting en temperatuur kan torsie van de constructie optreden. Torsie kan onbalans veroorzaken, waardoor de constructie onstabiel wordt.
Het overbrengen van de lineaire snelheid van de kabel naar een rotatie van een as van een elektrische generator bij genoemde krachten en vermogen (100 MW) is ongehoord.
De uitvinder rept in US Patent 6,072,245 slechts over een stabiele (vliegende) situatie, maar niet over hoe de constructie stabiel in de lucht geraakt. Hoe het oplaten van grootvermogen vliegers kan geschieden is (nog) niet gepubliceerd.
De veiligheid van een vlieger met een massa van 30 000 kg en een lengte van 5 km is moeilijk te garanderen, en is een punt van zeer grote zorg en aandacht.
Vanaf maart 2004 werd er onderzoek naar gedaan aan de TU Delft door Ockels.